# Lamprosema moninalis
Lamprosema moninalis là một loài bướm đêm trong họ Crambidae.